# Winkel (Adelsgeschlecht)
Die Herren von Winkel, werden gelegentlich auch „von Winkl“ genannt, obwohl die Form von Winkel nicht nur mit der Erstnennung des Stammvaters der Familie 1138/43 als „Poppo von Winchele“, sondern auch mit der Siegelumschrift des Friedrich von Winkel „S. Friderice de Winchel“ aus dem Jahre 1362 übereinstimmt. Sie waren ein niederösterreichisches Adelsgeschlecht mit dem (abgekommenen) Stammsitz in Winkl und später in Schloss Winklberg – ein heute abgegangenes Schloss in Mitterstockstall in der Marktgemeinde Kirchberg am Wagram, im Bezirk Tulln in Niederösterreich. Dessen Stammvater Poppo von Winkel tritt erstmals um 1138/40 urkundlich auf, wodurch die Familie zum niederösterreichischen Uradel zählt.
Das Geschlecht, über dessen Herkunft verschiedene Vermutungen bestehen, zählte zunächst zu den Ministerialen der österreichischen Landesfürsten aus dem Haus der später so genannten Babenberger und später zum österreichischen Herrenstand, verschwägerte sich mit bedeutenden österreichischen Adelsgeschlechtern und stellte mit Albert III. von Winkel einen Fürstbischof im Hochstift Passau der von 1363 bis 1380 regierte. Das Geschlecht erlosch in der ersten Hälfte des 15. Jahrhunderts, hinterließ jedoch in weiblicher Linie bis heute lebende Nachkommen – etwa über die Herren und Grafen von Schärffenberg, die zu den zwölf Apostelgeschlechtern Österreichs zählen, da sie schon zur Zeit der Babenberger (976–1246) hier ansässig waren.

## Herkunft
Über die Herkunft des als Stammvater angesehenen Poppo von Winkel bestehen nach der umfassenden Arbeit von Günter Marian verschiedene Vermutungen, die auf das gemeinsame Auftreten in Urkunden und auf Gemeinsamkeiten der Namensgebung gestützt werden, aber keine Gewissheit.

### Identisch mit dem Ministerialen Poppo († vor 1136)?
Demnach besteht einerseits die Vermutung, dass der um 1038/41 erstmals urkundliche Poppo von Winkel, der als Stammvater gilt, mit Poppo, einem Ministerialen von Markgraf Leopold III. von Österreich (regiert von 1095 bis 1136) identisch sei, und damit vermutlich aus der bedeutenden Sippe der Sittendorf-Hietzing-Maissauer abstammen dürfte, deren namengebende Sitze in Niederösterreich, im Wienerwald sowie zwischen Manhartsberg und Wagram zu finden sind. Die Vorfahren des markgräflichen Ministerialen kamen möglicherweise bereits während der Ungarnkriege in der ersten Hälfte des 11. Jahrhunderts nach Österreich, wo sie im Zuge ihres Einsatzes bei der Abwehr gegen das aus dem Osten vordringende Reitervolk der Ungarn zunächst in Sittendorf im Wienerwald einen ihrer ersten Stützpunkte errichtet haben dürften
Bei den ersten in den Quellen fassbaren Vertretern der Herren von Sittendorf handelte es sich um die Brüder Rüdiger, Rupert und Rudolf, von denen die beiden erstgenannten Rüdiger und Rupert zweifellos mit den gleichnamigen Brüdern des in Klosterneuburg bestatteten markgräflichen Ministerialen Poppo gleichgesetzt werden können.

### Identisch mit Poppo von Kierling (cl. 1114)?
Andererseits besteht die Vermutung, dass Poppo von Winkel mit einem Poppo von Kierling (heute Teil der Stadt Klosterneuburg) identisch sei, der bereits 1114 urkundlich auftritt und aus der – bescheideneren – markgräflichen „familia“ stammen dürfte, die in engem Bezug zur markgräflichen Residenz in Klosterneuburg stand und deren Kern von der sogenannten „Opold-Pilgrim-Erchenger-Sippe“ gebildet wurde, einem Personenverband, der wahrscheinlich auf die Gefolgschaft des in den achtziger Jahren des 11. Jahrhunderts als „Antigregorianer“ zur Emigration gezwungenen Grafen Walter von Kling (im Landkreis Rosenheim in Bayern) zurückführen ist.
Nach Günter Marian ist die erste These wenig wahrscheinlich, da Poppo, der „ministerialis marchionis Lubold Bobpo nomine“ noch zu Lebzeiten seines Herrn Markgraf Leopold III. in dessen Stiftung Stift Klosterneuburg bestattet wurde, während Poppo von Winkel erst kurz vor 1060 verstarb. Daher hält er die zweite These, der Identifizierung Poppos von Winkel mit Poppo von Kierling für wahrscheinlicher.

### Offene Fragen
Aber auch die Wahrscheinlichkeit der zweiten These lässt sich hinterfragen, da sie gleich auf mehrfachen Vermutungen beruht. So etwa auf der Vermutung, dass Poppo von Winkel, der erstmals um 1140 urkundlich fassbar wird und erst gegen 1160 verstarb, identisch mit dem bereits 1114 urkundlichen Poppo von Kierling sein soll. Dies setzt nicht nur ein für damals sehr hohes Lebensalter voraus, sondern auch, dass Poppo von Kierling nicht aus der Ministerialität, sondern aus der bescheideneren – oft kaum über Eigenbesitz verfügenden – „familia“ der österreichischen Landesfürsten in Klosterneuburg stammt, da mit diesen eine deutliche Übereinstimmung bezüglich der Namensgebung besteht.
Gestützt wird diese These durch die weitere Vermutung, dass Poppo von Winkel mit dem 1131 urkundlichen markgräflichen Güterpropst (prepositus marchionis) in Krems namens Poppo identisch sei, der sein Amt für die Errichtung der nahegelegene Herrschaft Winkl auf dem Boden des ehemaligen Königsgutes Sigemareswerd genutzt haben könnte. Eine günstige Heirat könnte dann die materiellen Voraussetzungen zu herrschaftlichen Erschließung des Umlandes und der Errichtung weiterer Sitze geboten haben.

### Aus der Familie des Ministerialen Poppo (+ vor 1136)?
Angesichts der zahlreichen Vermutungen könnte auch eine dritte These zur Herkunft des Poppo von Winkel in den Raum gestellt werden, wonach dieser zwar nicht mit dem Ministerialen Poppo des Markgrafen Leopold III. identisch war, aber dessen Sohn gewesen sein könnte.
Für diese These spricht die geringe Wahrscheinlichkeit der alternativen Vermutungen.
Die Vermutung über die doppelte Identität von Poppo von Winkel mit dem bereits 1114 genannten Poppo von Kierling und mit dem 1131 bloß als „Poppo“ bezeichneten markgräflichen Güterpropst erscheint doppelt fraglich, da sie nicht nur ein außergewöhnliches Lebensalter des erstmals um 1140 auftretenden Poppo von Winkel, sondern darüber hinaus ein wenig wahrscheinlichen mehrfachen Namenswechsel voraussetzt: von Poppo von Kierling (1114) zu „Poppo“ ohne Herkunftsnamen (1131) und schließlich zu Poppo von Winkel ab 1140.
Auch ist der vermutete soziale Aufstieg Poppos von Winkel nicht erkennbar, da er bereits zu Beginn seines urkundlichen Auftretens 1141 als einer der engsten Ministerialen der österreichischen Landesfürsten, von Markgraf-Herzog Leopold IV. und 1156 von Herzog Heinrich II. Jasomirgott auftritt.
Für die These der Verwandtschaft des Poppo von Winkel mit Poppo dem Ministerialen (+ vor 1136) von Markgraf Leopold III. und damit zu der bedeutenden Sippe der Sittendorf-Hietzing-Maissauer, spricht vor allem die Tatsache der weitgehenden Identität der Wappen der Winkler mit dem Wappen der Herren von Maissau, wie Günter Marian selber festhält:
„Das von Enenkel († 1627) den ungleich bedeutenderen Herren von Maissau nachgesagte Wappen, beschrieb er als schwarzes Einhorn im silbernen Schild. Tatsächlich handelt es sich dabei aber um das Wappen der Herren von Winkl, das sich von dem der Maissauer alleine in der Schildfarbe unterscheidet, denn die Maissauer führten gleichfalls ein schwarze Einhorn – allerdings im goldenen Schild.“
Es ist daher ziemlich sicher, dass Poppo von Winkel aus der Familie des Ministerialen Poppo stammt und immerhin sehr wahrscheinlich, dass er – wegen der Namensgleichheit, aus zeitlichen Gründen sowie wegen der Ausübung derselben Funktion als Ministeriale am Hof der österreichischen Landesfürsten – dessen Sohn war.

## Bekannte Vertreter
- Poppo von Winkel (cl.1138/43, + vor 1160) gilt allgemein als Stammvater der Herren von Winkel. Wegen der Übereinstimmung der Wappen der Herren von Winkel mit dem der Herren von Maissau stammte er – anders als Günter Marin vermutet, wohl nicht aus der markgräflichen „familia“um Klosterneuburg.[12] sondern aus dem weitverzweigten adeligen Personenverband der Sittendorf-Hietzing-Maissauer-Sippe und war vermutlich ein Sohn von Poppo, einem Ministerialen von Markgraf Leopold III. der 1100 und 1111 urkundlich auftrat und vor 1136 verstarb. Poppo von Winkel tritt erstmals in einer um 1139/43 zu datierenden Klosterneuburger Traditionsnotiz als Poppo de Winchele urkundlich auf.[13][14] Er zählte offensichtlich zu den bedeutenderen österreichischen Ministerialen, da er die Landesfürsten auch bei wichtigen Reisen „ins Ausland“, d. h. in deren bedeutenden Herrschaftsbereich außerhalb Österreichs – in das Herzogtum Bayern – begleitete. So tritt er Mitte Oktober 1141 als Zeuge am Sterbebett von Leopold IV. „dem Freigiebigen“ († 18. Oktober 1141) Markgraf von Österreich von 1136 bis 1141 und Herzog von Bayern von 1139 bis 1141, in der Abtei Niederaltaich auf.[15][16] Darüber hinaus war er Zeuge der „Geburtsstunde“ des Herzogtums Österreich und damit der Unabhängigkeit Österreichs vom Herzogtum Bayern, da er am 8. September 1156 am historischen Hoftag in Regensburg teilnahm, bei dem Heinrich Jasomirgott († 1177), Markgraf von Österreich (1141 – 1156) und Herzog von Bayern (1143 – 1156) gegen den Verzicht auf das Herzogtum Bayern die Erhebung der Markgrafschaft Österreich zum Herzogtum Österreich erreichte und ihm als erstem Herzog von Österreich durch Kaiser Friedrich I. Barbarossa das Privilegium minus überreicht wurde. Poppo von Winkel könnte mit dem 1131 urkundlichen, bloß Poppo genannten markgräflichen Güterpropst der nahe gelegenen Stadt Krems identisch gewesen sein und dadurch die Gelegenheit genutzt haben, um an der Donau, der wichtigsten Verkehrsschlagader dieser Zeit, den Stammsitz Winkl (heute Teil der Gemeinde Kirchberg am Wagram im Bezirk Tulln) im ehemaligen königlichen Amtsbezirk Sigemareswerd, westlich der Marktgemeinde Absdorf zwischen Donau und Wagram. Winkl zu errichten.[17][18] Sein Herrschaftsgebiet erstreckte sich bis an den Wagram, der Nordgrenze des ehemaligen königlichen Amtsbezirkes Sigemareswerd, wo sein Sohn Ulrich von Winkel in Königsbrunn[19] einen weiteren Stützpunkt aufbaute. Etwa zugleich errichtete auch Poppos gleichnamiger Sohn einen Sitz in Gnage[20] bei Großweikersdorf, höchstwahrscheinlich auf dem Besitz der mit ihm verschwägerten Ministerialen von Tulbing. Mit der Errichtung dieser drei Sitze war noch in der Endphase der Regierungszeit Markgraf-Herzog Heinrichs II. (1141–1177) die Herrschaftsbildung der Herren von Winkl im Wagramgebiet abgeschlossen.[21]
- Albert III. von Winkel († 19. November 1380 in Passau) der von 1363 bis 1380 als Fürstbischof von Passau regierte. Er blieb nicht nur wegen der Auseinandersetzungen mit den Bürgern von Passau in Erinnerung – die gegen ihn 1367 einen Aufstand organisierten, sondern auch als Gegenspieler von Herzog Rudolf IV. von Österreich, der sich bei Bischof Albert III. vergeblich darum bemühte, seine Residenzstadt Wien zu einem Bischofssitz zu machen und dadurch das Herzogtum Österreich aus der Abhängigkeit des Bischofs von Passau zu lösen. Immerhin gelang es Herzog Rudolf IV. ein Metropolitankapitel zu St. Stephan zu gründen, wobei in der Stiftungsurkunde aus 1365 ein „Schwiegersohn“ derer von Winkel – Ulrich von und zu Kranichberg auf Petronell, als Zeuge aufscheint.

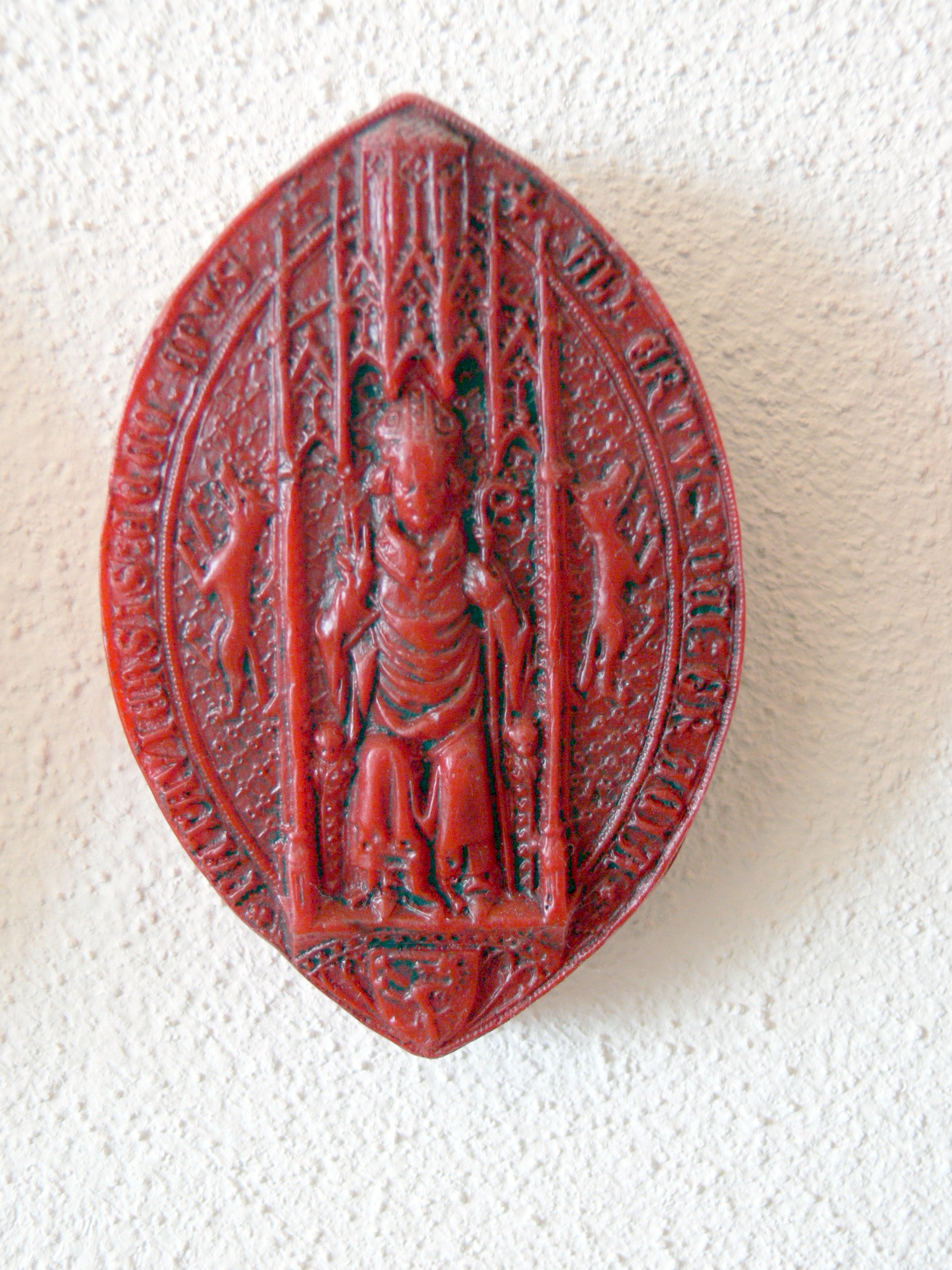
Albert von Winkel Bischof von Passau 1375

- Hadmar von Winkel, Komtur des Deutschen Ordens zu Wien von 1319 bis 1344[22]

## Stammreihe
Zur Illustration der familiären Einbindung der Familie in den österreichischen Adel wurden teils auch Nachkommen von Töchtern angegeben.
Poppo von Winkel cl. 1138–1170
A1. Adalbero von Winkel cl. 1138–1188
B1. Ortlieb von Winkel cl. 1160–1188
C1. Ortlieb der Ältere von Winkel cl. 1208
D1. Ortlieb der Jüngere von Winkel cl. 1234, ⚭ Kunigunda Ne, 1258 Witwe
E1. Ratold von Winkel cl. 1258
E2. Ulrich von Winkel 1255–1301
E3. Orphan von Winkel cl. 1258
E4. Ortlieb der Ältere von Winkel und Schloss Winkelberg (cl. 1258 – 1271), ⚭ Elisabeth von Falkenberg, (cl. 1258, Witwe 1275), Tochter des Hadmar von Falkenberg auf Mistelbach und der Minzla von Wolkersdorf auf Hadersdorf (heute Ortsteil von Hadersdorf-Weidlingau im 14. Wiener Bezirk) († Nov. 1275) Sie brachte Schloss und Herrschaft Schloss Ort in die Ehe, die damit an die Herren von Winkel fiel.
F1. Ortlieb der Jüngere von Winkel und Winkelberg cl. 1299 ⚭ 1290 Gisela von Seefeld-Feldsberg auf Riegersburg, cl. 1290, 1299, Tochter von Albrecht Truchsess von Feldsberg, Oberster Truchsess in Österreich und der Gisela von Ort
G1. Elisabeth, († als Witwe nach 1343), ⚭ 1307 Albrecht von Sunnberg auf Oberhollabrunn, († nach dem St. Pankrazitag 1315) (k. Kinder)
G2. Adelheid von Winkel, ⚭ Otto von Kierling
G3. Ortlieb von Winkel cl. 1319–1345
G4. Weikhard Herr von Winkel und Winkelberg auf Göpfritzschlag, Buchberg am Kamp im Viertel ober dem Manhartsberg, Schloss Ort am Traunsee und Schloss Weikersdorf, cl. 1323–1356, († 1360) ⚭ I. um 1314 Katharina von Walsee, Tochter des Friedrich Herren von Walsee und der Adelheid von Werde auf Drosendorf, Eitzenthal, Hadersdorf am Kamp, Hirtenberg, Höflein, Merkenstein, Weikertschlag und Wernberg, († 1348/1354), ⚭ II. Elisabeth von Liechtenstein, † nach Nov. 1393, Tochter des Hartneid II. von Liechtenstein auf Nikolsburg und der Agnes von Heinzel
H1. Anna von Winkel (1381 Witwe), ⚭ 1353 Ulrich von und zu Kranichberg (cl. 1357, † 10. Februar, vor 1381), (Ortschaft und Katastralgemeinde der Marktgemeinde Kirchberg am Wechsel im Bezirk Neunkirchen) Herrn auf Petronell, der am 12. März 1365 unter Herzog Rudolf IV. von Österreich als Zeuge die Stiftungsurkunde der Universität Wien unterzeichnet und im selben Jahr auch im Stiftungsbrief des Domkapitels am Stephansdom in Wien als Zeuge aufscheint; begraben im Stift Heiligenkreuz
I1. Johann von Kranichberg († vor 1386) ⚭ 1380 Agnes von Königsberg, eine Tochter des Johannes von Königsberg (keine Kinder)
I2. Elisabeth von Kranichberg (cl. 1415; † 1425), ⚭ Friedrich Herrn von Stubenberg auf Kapfenberg, Mureck, Oberhöflein, Sitzendorf an der Schmida u. Mittergrabern, Obersterblandmundschenk in Steiermark, erzherzoglicher Obersthofmeister, erhält am 30. Oktober 1421 eine Wappenbesserung, († 1443 vor 6. Dezember)
J1. Leutold Herr von Stubenberg auf Oberhöflein, Oberster Truchsess in Steiermark, königlicher Rat, Landeshauptmann in Steiermark, († 1469), begraben in Passail, ⚭ I. im Fasching 1432 Agnes von Pettau († 1451), Erbtochter des Bernhard Herrn von Pettau auf Wurmberg, Haus am Bacher, Schwanberg und Hollenburg, (Sie war in erster Ehe 1422 mit Johann Meinhard († 21. Mai 1430) vermählt); ⚭ II. vor 17. Jänner 1458 Ursula Truchsess von Emmerberg († 1468), Erbtochter des Dietegen Truchsess von Emmerberg auf Bertholdstein, Klöch und Halbenrain und der Amalia von Limberg. (Nachkommen)
J2. Johann Herr von Stubenberg († 1427 in Regensburg)
J3. Ehrentraud Herrin von Stubenberg, ⚭ 4. Juli 1417 Leopold Herr von Eckartsau ( † 23. März 1443); Herr auf Hof an der March, Rastenberg, Wartenstein, Lichtenfels ob dem Kamp, Spannberg, Mauer, Erlach. Herrnbaumgartenim Bezirk Mistelbach u. Burg Maissau im Bezirk Hollabrunn. begraben in der Minoritenkirche in Wien
K1. Georg Herr von Eckartsau auf Maissau, Bockfließ, Stopfenreut, Hof an der March etc. ( cl. 1445, 1491) er erhielt 1490 die Burg und das Dorf Eckartsau, den Burgstall Koppenstetten und die Feste Stopfenreith im Marchfeld neben anderen Gütern vom Bistum Regensburg zu Lehen, ⚭ I. vor 1445 Anna von Kranichberg, Tochter des Siegmund von Kranichberg und der Dorothea von Starhemberg, ⚭ II. Ehrentraud von Puchheim, († 1486, begraben in der Kirche zu Maissau) eine Tochter des Hanns Herrn von Puchheim und der Wilburg von Pottendorf
L1. Agnes von Eckartsau († nach 1515 als Witwe), Erbtochter, besaß 1515 die Herrschaft Maissau ⚭ I. 1472 Georg Herr von Liechtenstein zu Nikolsburg und Feldsberg in Südmähren, († 1484) ⚭ II. 1489 Otto Herrn von Zelking auf Ernegg, Reinsperg, Schönegg und Wang, († 1498/1499)
M1. Maria Magdalena Herrin von Zelking, † 1538, ⚭ 1511 Georg Herrn von Puchheim auf Raabs an der Thaya, Dobersberg, Schloss Illmau, Lichtenwörth und Kaprun, († 1513); ⚭ II. 1515 Sebastian, Herrn von Traun auf Eschelberg in der Gemeinde St. Gotthard im Mühlkreis († 1530), ⚭ III. 1530 Wenzel den Jüngeren von Hofkirchen Reichsfreiherrn zu Kollmitz und Drösiedl auf Neuaigen, Seebarn und Ternberg, + nach 1538
L2. Margareta (Marusch) von Eckartsau (cl. 1489 als Witwe) ⚭ Hans den Jüngeren Herrn von Ebersdorf als dessen letzte Gemahlin.
K1. Albert Herr von Ebersdorf
K2.  Wolfgang Herr von Ebersdorf, († 30. Dezember 1528), Oberster Kämmerer in Österreich unter der Enns, Herr auf Greuth und dem Schloss zu Mauer, auf Ernstbrunn, Prellenkirchen etc., verkauft sein Haus in Wien neben dem Cillierhof an Kaiser Maximilian I. zur Erweiterung der Hofburg in Wien. Er war der Letzte der älteren Linie seines Hauses ⚭ I. 1494 Barbara Gräfin von Ortenburg, T. v. Georg Graf von Ortenburg, ⚭ II. 1512 Wandula von Reichenburg. (aus beiden Ehen keine Kinder)
K3. Agnes von Ebersdorf, ⚭ Georg der Ältere von Pottendorf
K4. Katharina von Ebersdorf, ⚭ Ne Kragirz von Kraigk aus Kärnten
K5. Anna von Ebersdorf, ⚭ Rudolf Herrn von Pottendorf (cl. 1475)
K6. Margareta von Ebersdorf, ⚭ Johann Herr von Hohenberg zu Kroisbach
J4. Elisabeth Herrin von Stubenberg († 1418) ⚭ 24. August 1406 Heinrich von Puchheim auf Burgau und Blumau, († 1427), begraben Pfarrkirche Ferschnitz
J5. Dorothea Herrin von Stubenberg ⚭ I. vor 6. Juni 1434 Franz Gussich Graf von Corbau und Lycka. † 1436; ⚭ II. 1442 Georg Reichsfreiherr von Volkenstorf auf Neuhofen, kaiserlicher Rat und Pfleger zu Enns († 1476) (Aus 2. Ehe keine. Ki.)
I3. Ulrich von Kranichberg cl. 1383
H2. Elisabeth von Winkel ⚭ Peter von Ebersdorf auf Stolzenwörth, Schrottenstein, Rothengrub und Neusiedel, cl. 1359–1379
H3. Friedrich von Winkel auf Winkelberg, cl. 1360–1377, ⚭ eine Erbtochter des Johann Turs von Rauheneck cl. 1396 auf Asparn an der Zaya u. d. Katharina von Liechtenstein, T. v. Hartneid von Liechtenstein und der Agnes von Mistelbach.
I1. Anna von Winkel († 21. Oktober nach 1389), ⚭ vor 10. Juni 1384 Friedrich Herrn von Walsee auf Seisenegg, herzoglich österreichischer Rat und Hofmeister, († Fastenzeit 1408 auf Nieder-Walsee) (keine |erwachsenen Kinder)
H4. Heinrich von Winkel, cl. 1365–1368
H5. Ortlieb von Winkel auf Türnau und Wolfsberg, cl. 1357–1372, ⚭ Margarethe von Gerlas, cl. 1359, ⚭ II. Elisabeth von Reichenstein, cl. 1363, Tochter des Ulrich von Reichenstein,
I1. [II] Anna von Winkel (aus 2. Ehe), († als Witwe), ⚭ um 1392 Eustachius von Schärffenberg auf Weikersdorf, † 1413
J1. Rudolf von Scherffenberg, Vogt über Sarleinsbach, Pfleger zu Freistadt in Oberösterreich, † 1420, (Näherer Stammvater seines Hauses, das 1666 zu Reichsgrafen erhoben wurde und bis in das 20. Jahrhundert blühte.) ⚭ I. 1382 Guta von Wesen-Marsbach, Erbtochter des Johann von Wesen-Marsbach auf Sprinzenstein. ⚭ II. Margarethe von Starhemberg, († 1442), begraben in der Pfarrkirche in Krems an der Donau, Tochter von Rüdiger dem Älteren Herren von Starhemberg auf Wildberg und Lobenstein in Oberösterreich und der Anna von Dachsberg, (Nachkommen)
J2. Hedwig von Scherffenberg, cl. 1406, ⚭ Albrecht Herr von Eckartsau auf Stopfenreuth, cl. 1406 er verschreibt seiner Ehefrau 1406 für ihr Heiratsgut die Feste Stopfenreuth, ein Lehen des Bischofs von Regensburg
K1. Margaretha von Eckartsau, verkauft als Witwe 1469 Schloss und Markt Schönkirchen an Rüdiger von Starhemberg; ⚭ Bernhard Herren von Haslau, Herr zu Schönkirchen, cl. 1463 letzter seines Hauses, beide begraben in der Schottenkirche in Wien
I2. Ulrich von Winkel cl. 1398–1415, ⚭ Agnes Ne, († 1428)
I3. Rudlieb (Rudolf) von Winkel (cl. 1398, † 1450 ), ⚭ Ne von Frauenhofen
J1. Siegmund von Winkel, (cl. 1421 – 1424, † 1450)
J2. Anna von Winkel cl. 1506 ⚭ I. um 1441 Albrecht von Ennenkel, cl. 1458, ⚭ II. Georg von Weissenbach
J3. Barbara von Winkel, cl. 1466
G5. Albrecht von Winkel war von 1362 bis 1380 als Albert III. von Winkel Bischof von Passau, († 19. November 1380), begraben im Stephansdom in Passau
G6. Hadmar von Winkel, Komtur des Deutschen Ordens zu Wien von 1319 bis 1344
F2. Adelheid von Winkel, (cl. 1275)
F3. Hadmar von Winkel, (cl. 1275), ⚭ I. Berchta von Mistelbach, ⚭ II. um 1293 Anna von Starhemberg, Tochter von Gundacker dem Älteren von Starhemberg auf Königswiesen, Luftenberg und Wildberg und der Euphemia von Kuenring aus dem Haus Dürnstein
G1. Johann von Winkel (cl. 1329–1347) ⚭ Margaretha von Volkenstorf auf Ebelsberg
G2. Marchard von Winkel (cl. 1329–1347)
G3. Rudlieb von Winkel (cl. 1329–1347)
B2. Wilhelm von Winkel (cl. 1163)
B3. Konrad von Winkel (cl. 1163)
B4. Sarvin von Winkel (cl. 1163)
A2. Ulrich von Winkel (cl. 1175)
A3. Heinrich von Winkel

## Besitz

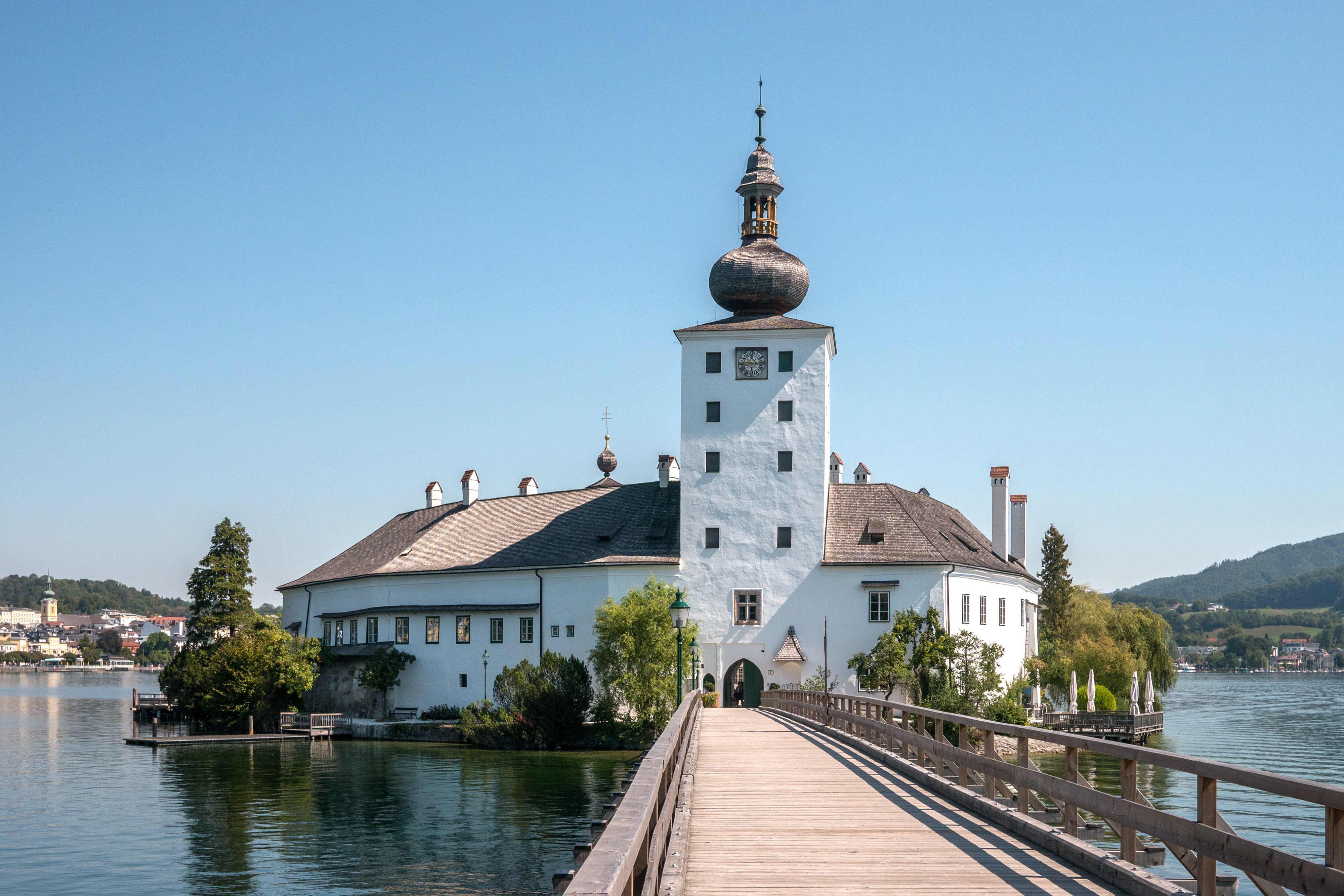
Schloss Ort Westseite

Unter den Herrschaften und Schlössern, die sich zeitweise Besitz der Herren von Winkel befanden, zählen:
- Winklberg in Mitterstockstall in der Marktgemeinde Kirchberg am Wagram, im Bezirk Tulln in Niederösterreich. Die Erbauung der der Stammburg der Familie wird um 1250 datiert und Ortlieb von Winkel zugeschrieben. 1288 ist ein Leutold von Winkelberg urkundlich.[35] Gegen Ende des 14. Jahrhunderts kam die Burg an den Besitz der Herren von Hohenberg. Von der ursprünglichen Burg ist Nichts mehr vorhanden, auch das |viel später erbaute Schloss Winkelberg, das in den Stichen von Georg Matthäus Vischer aus dem Jahr 1672 noch als stattliches „Schloss Winckhelperg“ aufscheint, ist praktisch zur Gänze verschwunden.
- Göpfritzschlag Diese Ortschaft ist heute Teil der Gemeinde Karlstein an der Thaya im niederösterreichischen Waldviertel
- Buchberg am Kamp im Viertel ober dem Manhartsberg war 1324 im Besitz der Familie, wurde|jedoch schon 1356 von Herzog Albrecht II. von Österreich als Lehen an seinen Hofmarschall, Ernst von Stockhorn vergeben.
- Schloss Ort am Traunsee in Oberösterreich. Das Seeschloss Ort im Traunsee, war ursprünglich im Besitz der Herren von Ort, die hohe Hofämter wie Marschall in der Steiermark ausübten.[36] Sie erloschen jedoch 1362, worauf die Herrschaft über die Schwiegertochter des Hartneid V. von Ort, Elisabeth von Feldsberg an deren Ehemann Ortlieb von Winkel gelangte. Im Jahre 1350 verkaufte Weikhard von Winkel die Herrschaft Ort an die Brüder Friedrich und Reinprecht von Walsee.[37]
- Schloss Weikersdorf, Schloss und Herrschaft Weikersdorf waren bis 1344 im Besitz der Herren von Weikersdorf, die auf die Herren von Rauhenstein zurückgehen. Anschließend stand es im Besitz des Weikhard von Winkel (1360 +)

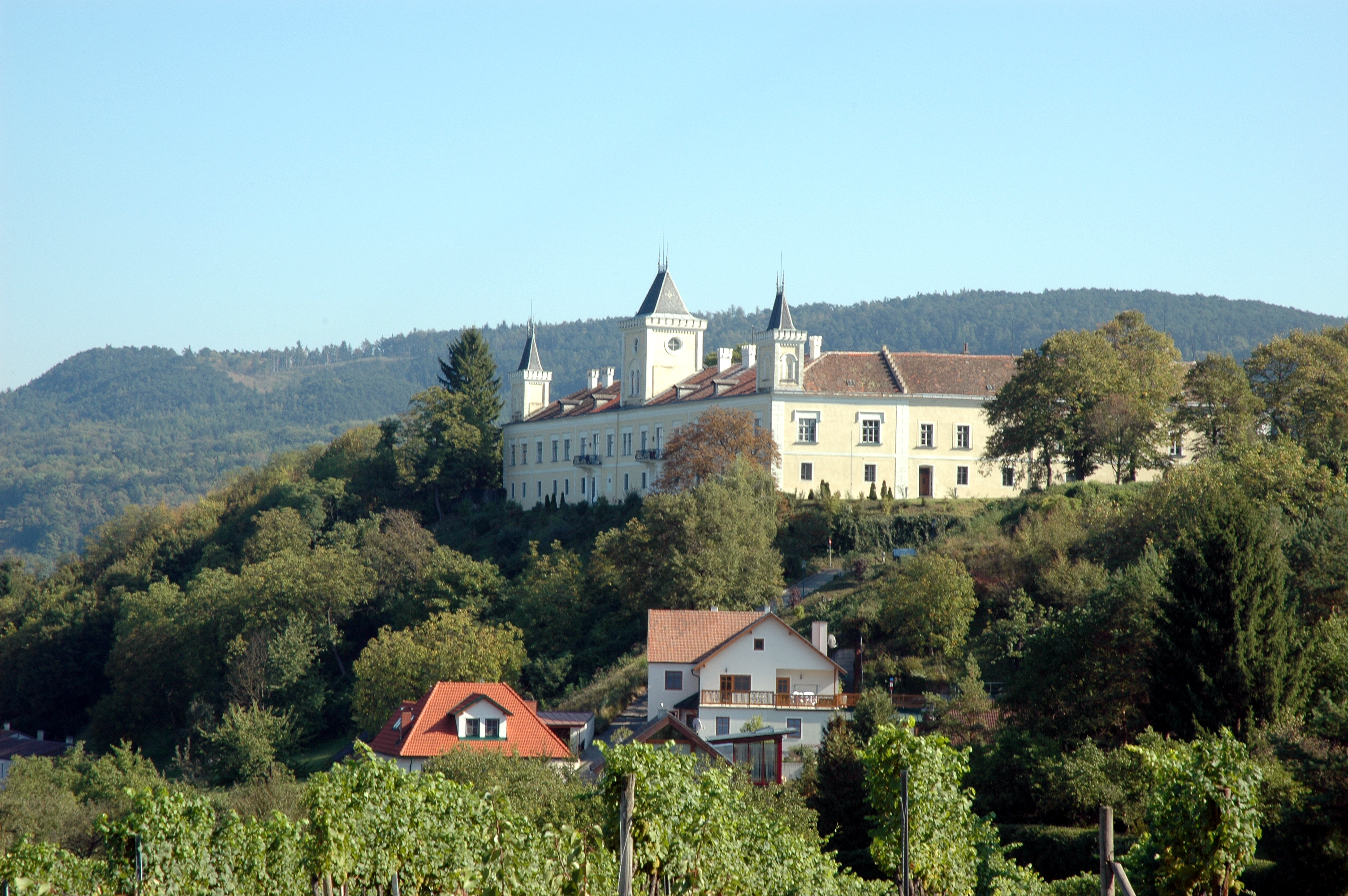
Schloss Wolfsberg in Angern

- Wolfsberg bei Angern (heute Teil der Stadt Krems an der Donau) befand sich im Besitz des Ortlieb von Winkel (cl. 1372)
- Türnau. Vermutlich handelt es sich um die Ortschaft Türnau in der Gemeinde St. Margarethen an der Sierning im Bezirk St. Pölten-Land in Niederösterreich. Das Gut befand sich im Besitz des Ortlieb von Winkel (cl. 1372)

## Grablege
Als Grablege diente denen von Winkl die im benachbarten Kirchberg gelegene Pfarrkirche Kirchberg am Wagram zu St. Stefan, die bereits 1147 als Pfarrkirche aufscheint.

## Wappen

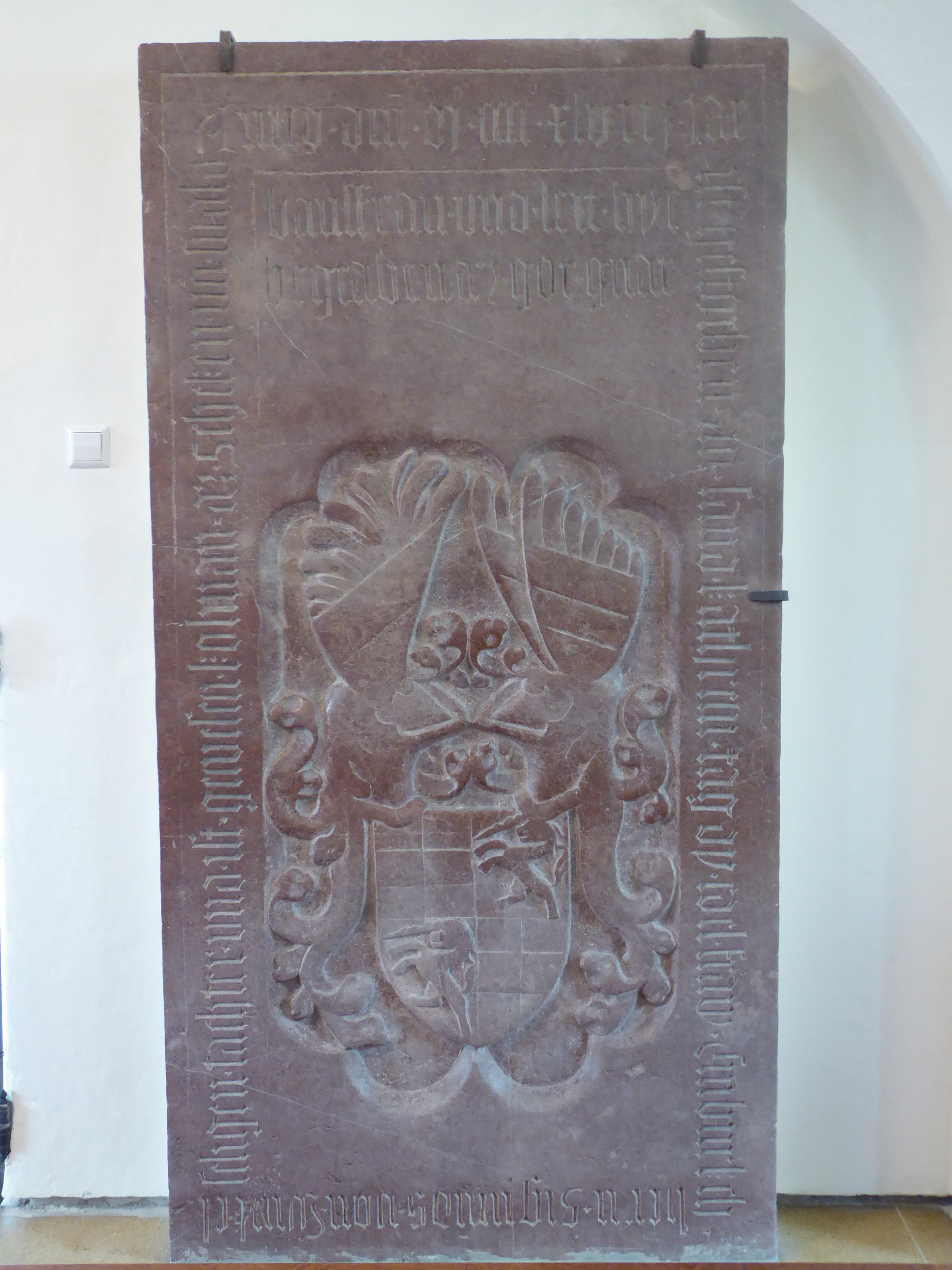
Wappen des Cimburg von Winkl, 1448, Pfarrkirche Aggsbach Markt

Ein aufsteigendes Einhorn.